# Miejski Klub Siatkarski 2014-2015
Questa voce raccoglie le informazioni riguardanti il Miejski Klub Siatkarski nelle competizioni ufficiali della stagione 2014-2015.

## Organigramma societario
Area direttiva
- Presidente: Robert Koćma

Area tecnica
- Allenatore: Juan Manuel Serramalera
- Allenatore in seconda: Tomasz Wasilkowski

## Rosa
| N° | Nome                  | Ruolo | Data di nascita   | Nazionalità sportiva |
| -- | --------------------- | ----- | ----------------- | -------------------- |
| 1  | Katarzyna Urban       | S     | 30 ottobre 1987   | Polonia              |
| 2  | Joanna Staniucha      | S     | 5 dicembre 1981   | Polonia              |
| 3  | Aleksandra Liniarska  | C     | 12 dicembre 1981  | Polonia              |
| 4  | Katarzyna Wellna      | S/O   | 22 marzo 1985     | Polonia              |
| 5  | Bożena Wylężek        | C     | 12 febbraio 1996  | Polonia              |
| 6  | Eleonora Staniszewska | C     | 25 ottobre 1978   | Polonia              |
| 7  | Gina Mancuso          | S     | 31 maggio 1991    | Stati Uniti          |
| 8  | Kacjaryna Zakreŭskaja | S     | 29 settembre 1986 | Bielorussia          |
| 9  | Özge Kırdar           | P     | 26 giugno 1985    | Turchia              |
| 10 | Krystyna Tkaczewska   | L     | 24 luglio 1987    | Polonia              |
| 11 | Natalia Staniucha     | P     | 2 maggio 1988     | Polonia              |
| 13 | Marta Łukaszewska     | S/O   | 11 marzo 1982     | Polonia              |
| 14 | Tamara Kaliszuk       | S/O   | 20 marzo 1990     | Polonia              |
| 15 | Dominika Sobolska     | C     | 3 dicembre 1991   | Belgio               |